# Német járadékmárka
A járadékmárka (németül: Rentenmark; rövidítése: RM) az első világháború utáni Németország átmeneti pénzneme volt, melyet a hiperinfláció és gazdasági válság utáni stabilizációs törekvések részeként vezettek be a papírértékké vált német aranymárka helyébe.

## Története
A gazdasági válság és a jóvátétel-fizetési kötelezettség miatt nem állt rendelkezésre annyi arany, amely egy új valuta fedezetét biztosíthatta volna. Hogy növeljék a lakosság és a külföld bizalmát a bevezetendő új pénznem iránt, 1923. október 15-én berlini székhellyel megalapították a Deutsche Rentenbankot (magyarul: Német Járadékbank), amelybe mintegy 3,2 milliárd márkás tőkét apportáltak a mezőgazdaságból, a nehéz- és könnyűiparból, a kereskedelemből és a bankrendszerből egyenlő arányban. Az ezek ellenében kibocsátott lejárat nélküli kötvények képezték a járadékmárka jegyek és járadékpfennig érmék fedezetét.
A járadékmárkát mint ideiglenes pénznemet 1923. november 15-én vezették be a Weimari Köztársaságban az addigra gyakorlatilag teljesen elértéktelenedett és már elszámolási egységként sem használható papírmárka helyébe 1 járadékmárka = 1012 papírmárka arányban. A dollárral szembeni árfolyam kezdetben 4,2 járadékmárka volt. A járadékmárka jegyek és a járadékpfennig érmék nem voltak törvényes fizetőeszközök, azaz magánszemélyekre nem vonatkozott elfogadási kötelezettség, ennek ellenére széles körben elfogadták és sikeresen vetett véget az inflációnak.
Egy 1924. február 11-én kelt rendelet a császárság idején vert réz egy- és kétpfennigeseket a járadékpfennigekkel egyenlő értékkel ruházta fel. Ezután egy- és hárommárkásokat vertek (járadékmárka felirat nélkül) az új birodalmi ezüstpénzek verését elrendelő 1924. március 20-án kelt törvény értelmében. Kétmárkások verését is tervezték, de végül ezek nem kerültek forgalomba. Egy 1924. augusztus 30-ai rendelet végül október 11-ei hatállyal bevezette a birodalmi márkát a járadékmárkával megegyező értékben.
Nem szüntették meg a járadékmárkát 1924 után, a jegyek és érmék továbbra is forgalomban maradtak. A járadékmárkajegyek forgalmát véglegesen csak 1948-ban szüntették meg.

## Érmék
Szoros értelemben vett járadéki pénzrendszer érméi kizárólag pfennig címletűek voltak. Az 1, 2, 5, 10 és 50 járadékpfennig címletű érméket 1923, 1924, 1925 és 1929 évszámokkal verték.

## Papírpénzek
A német birodalmi márka papírpénzei
Az első pénzjegysorozatot 1923-as évszámmal hozták forgalomba, és a következő címletekből állt: 1, 2, 5, 10, 50, 100, 500 és 1000 járadékmárka. Később is bocsátottak ki különböző címletű pénzjegyeket, melyek az első sorozattól eltérő megjelenésűek voltak: 1925-ben 10 és 50 járadékmárka, 1926-ban 5 járadékmárka, 1934-ben 50 járadékmárka, 1937-ben 1 és 2 járadékmárka névértékű pénzjegyeket adtak ki.